# ペネテイウス
ペネテイウス Peneteius はトカゲの絶滅した属の一つ。白亜紀後期の北アメリカに分布していた。モンタナ州とニューメキシコ州とユタ州で化石が見つかっている。
模式種は最初、1969年にリチャード・エステスによってモンタナ州ランスのヘルクリーク累層で発見された。タイプ標本 MCZ 3612 は P.アクイロニウス（P. aquilonius）として記載された 。
ユタ州の白亜紀後期の地層から見つかった歯も本種である可能性がある。それはモンタナで見つかった歯と似た特徴を持っていた。
別の種、P.サウエリ（P. saueri）は1998年にマッコードによって記載された。本種はユタ州とニューメキシコ州の白亜紀後期の地層からのみ報告されている。また未同定種がカートランド累層のナーショイビト部層とオホアラモ累層から発見されている。知られているのは断片的な下顎骨、下顎の歯、そして上顎の歯である。これらの標本はそれぞれ NMMNHP-36544、NMMNHP-41233、そしてNMMNHP-41224 とされた。